# Expedice 40
Expedice 40 byla čtyřicátou expedicí na Mezinárodní vesmírnou stanici (ISS). Expedice proběhla v období od května do září 2014. Byla šestičlenná, tři členové posádky přešli z Expedice 39, zbývající trojice na ISS přiletěla v Sojuzu TMA-13M.
Sojuz TMA-12M a Sojuz TMA-13M expedici sloužily jako záchranné lodě.

## Posádka
| Pozice            | 1. část (květen 2014)                      | 2. část (květen – září 2014)               |
| ----------------- | ------------------------------------------ | ------------------------------------------ |
| Velitel           | Steven Swanson (3), NASA                   | Steven Swanson (3), NASA                   |
| Palubní inženýr 1 | Alexandr Skvorcov ml. (2), Roskosmos (CPK) | Alexandr Skvorcov ml. (2), Roskosmos (CPK) |
| Palubní inženýr 2 | Oleg Artěmjev, (1) Roskosmos (CPK)         | Oleg Artěmjev, (1) Roskosmos (CPK)         |
| Palubní inženýr 4 |                                            | Maxim Surajev, (2) Roskosmos (CPK)         |
| Palubní inženýr 5 |                                            | Gregory Wiseman (1), NASA                  |
| Palubní inženýr 6 |                                            | Alexander Gerst (1), ESA                   |

V závorkách je uveden dosavadní počet letů do vesmíru včetně této mise.
Zdroj pro tabulku: ASTROnote.
Záložní posádka:
- Barry Wilmore
- Alexandr Samokuťajev
- Jelena Serovová
- Sergej Zaljotin
- Samantha Cristoforettiová
- Terry Virts

## Z průběhu mise
Astronauti se v průběhu Mistrovství světa v kopané vsadili o výsledek zápasu USA - Německo, který mohli sledovat v televizním přenosu i na stanici. Po prohře si oba Američané museli oholit hlavu.
Koncem července 2014 u ISS přistála automaticky řízená zásobovací loď Progress M24M, starý Progress byl odeslán do atmosféry. Nový Progress zůstane připojen u stanice tři měsíce.